# جلان جونسون
جلان جونسون (22 أبريل 1951 فانكوفر كندا - ) هو لاعب كرة قدم كندي، يلعب كمهاجم، لعب 71 مباراة وسجل 15 هدف.

## مسيرته

### مسيرته مع المنتخبات الوطنية
- 1972 - 1976 لعب مع منتخب كندا لكرة القدم 9 مباريات سجل خلالها هدف.

### مسيرته مع الأندية
- 1969 - 1974 لعب مع وست بروميتش ألبيون 3 مباريات.
- 1974 - 1977 لعب مع فانكوفر وايتكابس 59 مباراة سجل خلالها 14 هدف.